# 清成哲也
清成哲也（きよなり てつや、1961年（昭和36年）11月27日 - ）は、囲碁の棋士。宮崎県延岡市出身、関西棋院所属、倉橋正蔵八段門下、九段。長男真央も関西棋院の棋士。主要な良績に
NHK杯テレビ囲碁トーナメント準優勝、関西棋院第一位決定戦優勝2回など。入段から九段昇段まで10年3ヶ月の、日本棋院を含めての最短昇段記録を持っていた。

## 経歴
アマチュア強豪の父の影響で、4、5歳頃に碁を覚える。中学2年の時に同郷の倉橋正蔵の内弟子となって、関西棋院院生となる。1976年入段。1980年五段。同年、新人王戦決勝で宮沢吾朗に0-2で敗れ準優勝。1982年に棋戦戦七段戦で優勝し、続く全段争覇戦では本田邦久、中村秀仁を破り、決勝では淡路修三に敗れるが準優勝となって、最高棋士決定戦に出場、1回戦で林海峰に敗れた。1986年九段昇段。1995年NHK杯戦決勝に進出し、小林覚に敗れて準優勝。翌年のテレビ囲碁アジア選手権戦では1回戦で馬暁春に敗れる。
藤沢秀行の研究会にも参加し、1982年以降の訪中にも参加。1992年にはNHK囲碁講座の講師。関西棋院理事も務めた。
2021年、通算1000勝達成。

### 人物
- 棋風は「亀さん流」を自称している。焦らず手厚い手を選び、正確なヨセで細かい勝負を制する「急がない打ち方」が由来である。また「若い頃は半目勝負には必ず勝っていた」と話したこともある[1]。

### タイトル歴
- 関西棋院第一位決定戦 1992、2004年

### その他の棋歴
- 新人王戦 準優勝 1980年
- NHK杯テレビ囲碁トーナメント 準優勝 1994年
- 棋聖戦 七段戦優勝 1982年、九段戦準優勝 1990・98年
- 棋聖戦リーグ1期　2009年
- 日中囲碁交流
  - 1981年 3-6
- アマ十傑プロ対抗戦
  - 1977年 × 玉山光雄（向先）
  - 1979年 ×平田博則（向先）

## 著作
- 『清成哲也の実戦に役立つ格言上達法』日本放送出版協会 1993年